# 1. вечити дерби у фудбалу
Први вечити дерби је фудбалска утакмица одиграна на стадиону Централни дом Југословенске Армије у Београду 5. јануара 1947. године, између Партизана и Црвене звезде. Ова утакмица је одиграна у оквиру тринаестог кола Прве савезне лиге у сезони 1946/47. Ово је био први званични сусрет ова два ривала. Они су пре тога одиграли и једну пријатељску утакмицу, 21. априла 1946. у којој је Партизан славио победу од 2:0.
Пре ове утакмице Партизан је заузимао прво место на табели са 20 освојених бодова из 10 одиграних утакмица (победа је тада доносила 2, а нерешен резултат један бод). На другом и трећем месту су се налазили загребачки Динамо и сплитски Хајдук, који су сакупили по 18 бодова из 12 сусрета. Црвене звезде је у том тренутку била четврта са 14 бодова, и која је као и Партизан имала две утакмице мање.

## О утакмици
Тог дана у Београду је била незапамћена хладноћа. Читавог дана је падао снег, а и кошава је непрекидно дувала. Температура ваздуха се спустила на минус 19 степени. И поред тога, на стадиону се окупило око 4 000 навијача.
Партизан је у овај меч ушао као фаворит, али је Црвене звезде сјајно отворила меч. Већ у 25. минуту имала је предност од два гола. Двоструки стрелац је био Језеркић, који је прво у 12. минуту сјајно захватио набачену лопту и донео предност својој екипи. У 25. минуту је шутирао са ивице шеснаестерца и поново савладао голмана Глазера.
Језеркић је тако наставио и у другом полувремену. У 54. минуту Глазер је кратко одбио лопту после шута Шећерова, а одбијену лопту у мрежу је послао Језеркић који се нашао на правом месту и тако постигао хет-трик. Партизан је смањио на 3:1 у 72. минуту када је Ђајић постигао аутогол. За то се искупио 13 минута пре краја голом, којим је поново донео Црвеној звезди предност од три гола разлике. До краја меча Партизан који није имао шта да изгуби кренуо је у офанзиву. Успели су да смање предност у 82. минуту аутоголом Кашанина, а затим и да голом Бобека у 85. минуту за 4:3, завршницу учине неизвесном. Последњих неколико минута се играло само пред голом Црвене звезде, која је успела да се одбрани, највише захваљујући голману Ловрићу, који је два пута одлично интервенисао. На тај начин је Црвена звезда стигла до прве победе у међусобним сусретима.
У том првом дербију постигнут је први хет-трик, који је био дело Јована Језеркића. Такође је постигнут и први аутогол, што је учинио Предраг Ђајић, а забележен је и први црвени картон који је судија показао Љубиши Спајићу.
Те сезоне је Партизан освојио титулу, уз само један претрпљени пораз и то баш на овом мечу, а Црвена звезда је првенство завршила као трећепласирана.

## Детаљи меча
| Партизан                                          | 3 – 4 | Црвена звезда                    |
| ------------------------------------------------- | ----- | -------------------------------- |
| Ђајић 72’ (а. г) · Кашанин 82’ (а. г) · Бобек 85’ |       | Језеркић 12’ 25’ 54’ · Ђајић 77’ |

| Партизан | Црвена звезда |

| Партизан Београд:                  |    |                     |
|                                    |    |                     |
| GK                                 | 1  | Фрањо Глазер        |
| DF                                 | 2  | Мирослав Брозовић   |
| DF                                 | 3  | Станислав Попеску   |
| DF                                 | 4  | Златко Чајковски    |
| DF                                 | 5  | Миливоје Ђурђевић   |
| MF                                 | 6  | Кирил Симоновски    |
| MF                                 | 7  | Првослав Михајловић |
| MF                                 | 8  | Бела Палфи          |
| FW                                 | 9  | Стјепан Бобек (к)   |
| FW                                 | 10 | Фрањо Рупник        |
| FW                                 | 11 | Силвестер Шереш     |
| Тренер:                            |    |                     |
| Иљеш Шпиц Помоћне судије: Делегат: |    |                     |

| Црвена звезда Београд: |    |                        |
|                        |    |                        |
| GK                     | 1  | Љубомир Ловрић         |
| DF                     | 2  | Бранко Станковић       |
| DF                     | 3  | Миомир Петровић        |
| DF                     | 4  | Предраг Ђајић          |
| DF                     | 5  | Љубиша Спајић          |
| MF                     | 6  | Младен Кашанин         |
| MF                     | 7  | Коста Томашевић        |
| MF                     | 8  | Рајко Митић (к)        |
| FW                     | 9  | Јован Језеркић         |
| FW                     | 10 | Александар Аранђеловић |
| FW                     | 11 | Андрија Шећеров        |
| Тренер:                |    |                        |
| Светислав Глишовић     |    |                        |